# Elecciones estatales de Colima de 2012
Las elecciones estatales de Colima de 2012 corresponde a las elecciones del estado de Colima en México. Estas tuvieron lugar el domingo 1 de julio de 2012 y en ellas serán renovados los siguientes cargos de elección popular:
- 10 Ayuntamientos. Compuestos por un Presidente Municipal y regidores, electos para un periodo de tres años no reelegibles para el periodo inmediato.
- 25 Diputados al Congreso del Estado. 16 electos por mayoría relativa en cada uno de los Distrito Electorales y 9 por Representación proporcional.

## Resultados electorales
Al finalizar las Elecciones el Consejo General del Instituto Electoral del Estado declaró la pérdida del registro como partido político estatal  a la Asociación por la Democracia Colimense, además canceló la inscripción del registro ante  el IEE del partido político nacional, Movimiento Ciudadano.

### Ayuntamientos

#### Por partido político
| Partido/Alianza                                   | Partido/Alianza                                       | Ayuntamientos |
| ------------------------------------------------- | ----------------------------------------------------- | ------------- |
|                                                   | Coalición: Comprometidos por Colima PRI-Nueva Alianza | 6             |
|                                                   | Partido Acción Nacional                               | 3             |
|                                                   | Partido de la Revolución Democrática                  | 1             |
|                                                   | Partido del Trabajo                                   | 0             |
|                                                   | Coalición: Morena PT-Movimiento Ciudadano             | 6             |
|                                                   | Partido Verde Ecologista de México                    | 0             |
|                                                   | Movimiento Ciudadano                                  | 0             |
|                                                   | Asociación por la Democracia Colimense                | 0             |
| Total                                             | Total                                                 | 10            |
| Fuente: Instituto Electoral del Estado de Colima. |                                                       |               |

#### Armería
|  | 33.59 % |

|  | 39.35 % |

|  | 6.96 % |

|  | 2.62 % |

|  | 12.28 % |

|  | 0.02 % |

|  | 5.20 % |

|  | 100.00 % |

#### Colima
|  | 34.99 % |

|  | 46.82 % |

|  | 11.15 % |

|  | 2.54 % |

|  | 0.02 % |

|  | 0.02 % |

|  | 0.93 % |

|  | 3.53 % |

|  | 100.00 % |

#### Comala
|  | 48.17 % |

|  | 39.39 % |

|  | 1.83 % |

|  | 2.11 % |

|  | 4.25 % |

|  | 0.10 % |

|  | 4.25 % |

|  | 100.00 % |

#### Coquimatlán
|  | 47.02 % |

|  | 40.47 % |

|  | 1.73 % |

|  | 3.57 % |

|  | 2.86 % |

|  | 0.12 % |

|  | 4.35 % |

|  | 100.00 % |

#### Cuauhtémoc
|  | 11.89 % |

|  | 36.27 % |

|  | 42.59 % |

|  | 2.11 % |

|  | 1.45 % |

|  | 0.45 % |

|  | 5.69 % |

|  | 100.00 % |

#### Ixtlahuacán
|  | 32.94 % |

|  | 55.99 % |

|  | 5.34 % |

|  | 2.91 % |

|  | 0.25 % |

|  | 0.13 % |

|  | 2.82 % |

|  | 100.00 % |

#### Manzanillo
|  | 45.39 % |

|  | 38.71 % |

|  | 5.15 % |

|  | 2.53 % |

|  | 1.69 % |

|  | 0.74 % |

|  | 0 % |

|  | 5.79 % |

|  | 100.00 % |

#### Minatitlán
|  | 4.97 % |

|  | 47.47 % |

|  | 3.69 % |

|  | 2.07 % |

|  | 36.50 % |

|  | 0.01 % |

|  | 5.30 % |

|  | 100.00 % |

#### Tecomán
|  | 39.52 % |

|  | 44.44 % |

|  | 4.28 % |

|  | 1.66 % |

|  | 2.83 % |

|  | 0.58 % |

|  | 0.32 % |

|  | 6.37 % |

|  | 100.00 % |

#### Villa de Álvarez
|  | 24.60 % |

|  | 51.12 % |

|  | 4.57 % |

|  | 5.87 % |

|  | 7.90 % |

|  | 0.83 % |

|  | 0.88 % |

|  | 4.23 % |

|  | 100.00 % |

### Diputados

#### Por partido político
| Partido/Alianza                                   | Partido/Alianza                                          | Diputados Mayoría relativa | Diputados Rep. Proporcional | Total |
| ------------------------------------------------- | -------------------------------------------------------- | -------------------------- | --------------------------- | ----- |
|                                                   | Coalición: Comprometidos por Colima (PRI, Nueva Alianza) | 9                          | 0                           | 9     |
|                                                   | Partido Acción Nacional                                  | 6                          | 2                           | 8     |
|                                                   | Partido Revolucionario Institucional                     | 0                          | 3                           | 3     |
|                                                   | Partido de la Revolución Democrática                     | 1                          | 1                           | 2     |
|                                                   | Partido Verde Ecologista de México                       | 0                          | 1                           | 1     |
|                                                   | Partido del Trabajo                                      | 0                          | 1                           | 1     |
|                                                   | Nueva Alianza                                            | 0                          | 1                           | 1     |
| Total                                             | Total                                                    | 16                         | 9                           | 25    |
| Fuente: Instituto Electoral del Estado de Colima. |                                                          |                            |                             |       |

- Nota: De la coalición Comprometidos por Colima 7 Diputos son para el  (11 en total) y 2 para el  (3 en total).